# 五一鎮區 (坦波夫州)
53°14′33″N 40°17′12″E / 53.24250°N 40.28667°E
五一鎮區（俄语：Первомайский район），是俄羅斯的一個區，位於該國西部，由坦波夫州負責管轄，面積941平方公里，2010年該區人口29,277，人口密度每平方公里31.11人。